# 落合知之
落合 知之（おちあい ともゆき、1994年6月29日 - ）は、トップイーストリーグAグループAZ-COM丸和MOMOTARO'Sに所属するラグビーユニオンの選手。

## プロフィール
- 新潟県五泉市出身。
- ポジションはウィング(WTB)[1]。
- 身長 185 cm、体重 95 kg
- ニックネームはトモ、オチアイ。

## 来歴
高校1年生からラグビーを始めた。
2013年、北越高校卒業後、流通経済大学に入る。
2017年、流通経済大学卒業後、神戸製鋼コベルコスティーラーズ(現・コベルコ神戸製鋼スティーラーズ)に加入。
2018年1月6日に行われたジャパンラグビートップリーグ総合順位決定トーナメント第1節のリコーブラックラムズ戦に先発出場で公式戦初出場を果たす。
2022年、三菱重工相模原ダイナボアーズに加入。
2024年8月、AZ-COM丸和MOMOTARO'Sに加入。